# القمع السياسي في جنوب أفريقيا في فترة ما بعد الفصل العنصري

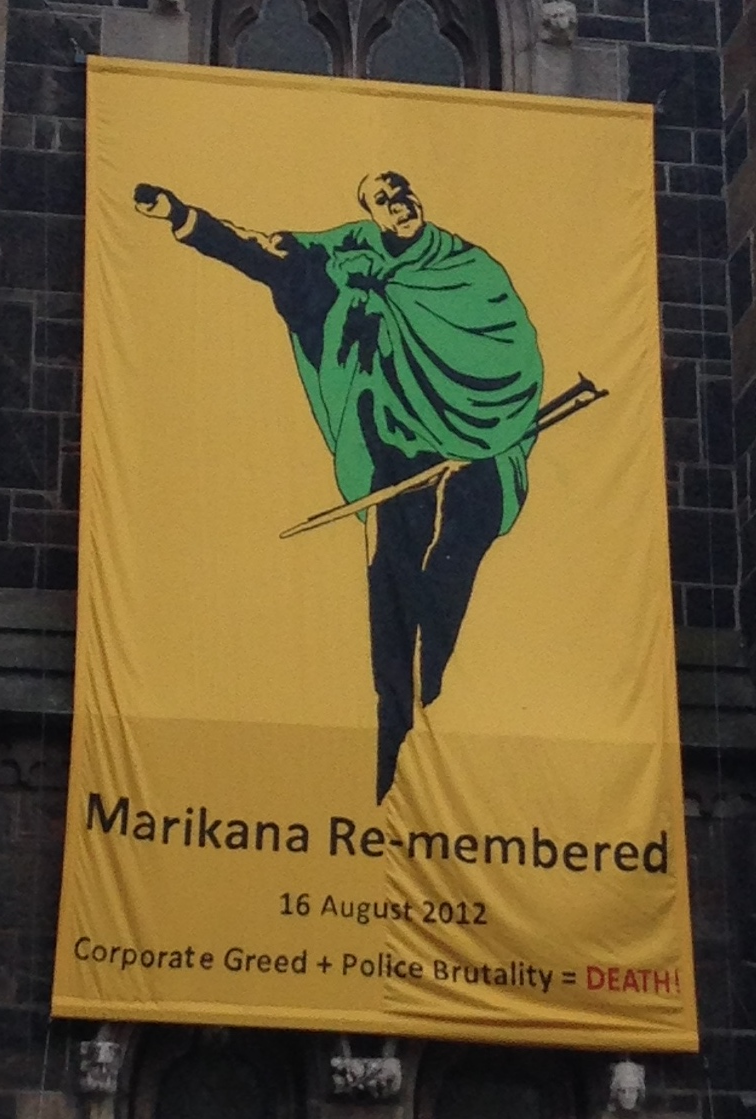
لافتة تخليداً لذكرى مذبحة ماريكانا.

يحمي دستور جنوب أفريقيا جميع الحريات السياسية الأساسية. إلا أن هنالك العديد من حالات القمع السياسي، يعود تاريخها على الأقل إلى عام 2002، بالإضافة إلى تهديدات بحدوث قمع مستقبلي مخالف لهذا الدستور، مما دفع ببعض المحللين والمنظمات في المجتمع المدني والحركات الشعبية إلى الاستدلال بوجود ميل جديد نحو القمع السياسي، أو تدنٍ في التسامح السياسي.
يُقال إن القمع وصل إلى ذروته خلال فترة رئاسة جاكوب زوما، إذ ربط بعض المحللين بين الزيادة في القمع وتأثير ما يسمى «مجموعة الأمن» خلال فترة رئاسة جاكوب زوما. أشير إلى ان زوما «عزز جبروت للدولة» وأنه ركز على «بناء دولة أساسها الخوف». أشير أيضًا إلى أن القمع أثر بشكل خطير على الأشخاص الفقراء، الأمر الذي حال النظام دون تغطيته إعلاميًا.
تم التعبير عن قلق جدي بشأن قمع الشرطة في جنوب أفريقيا. ذكر سيبو هلونغواني في مقال بصحيفة «بيزنس داي» أن «جنوب أفريقيا دولة شرطة وحشية». وفقًا لجريج مارينوفيتش «تتصرف الشرطة دون خوف من عقاب؛ كما الحال مع سادتهم السياسيين. في جنوب أفريقيا عام 2012، إذا كنت فقيرًا وبدون نفوذ سياسي، فأنت وحيد». عبّرت منظمة العفو الدولية عن قلقها الجدي بشأن الوحشية، بما في ذلك التعذيب والقتل خارج نطاق القضاء، على يد الشرطة في جنوب أفريقيا. أُشير إلى أن روني كاسريلس ادعى أنه هناك «انحدارًا باتجاه فساد الشرطة» تحت حكم جاكوب زوما. لُوحظ أن «التعذيب يعد ممارسة روتينية في مراكز وسجون الشرطة في جنوب أفريقيا».
هناك أيضًا مشكلة خطيرة في الاغتيالات السياسية في البلاد.
ادعي بأن كبار سياسيي المؤتمر الوطني الإفريقي الكبير مسؤولون عن قمع نشطاء الحركة الشعبية. في عام 2012، قال الأسقف روبن فيليب: «ظلمة سوداء تنزل على بلادنا بينما يتلاشى نور فجرنا الديمقراطي».

## تهديدات تطال حرية الإعلام
تحت حكم جاكوب زوما، عبر المؤتمر الوطني الإفريقي عن معارضة مفتوحة لحرية الإعلام. تم التعبير عن قلق جدي بشأن مقترح المحكمة الإعلامية ومشروع قانون حماية المعلومات، اللذين، إذا مُرِّرا، سيقلصان بشكل كبير من حرية الصحافة.
تفيد تقارير عدة بوجود ترهيب خطير للصحفيين. في عام 2007، أفاد معهد حرية التعبير وصحيفة «ذا ميركوري» بتهديد بالقتل لصحفي في دوربان من قبل ريكي جوفيندر، رجل الأعمال المثير للجدل المدعي صلته القريبة بجاكوب زوما. في دوربان في عام 2009، رفع فيلاني ماكهانيا، رئيس تحرير صحيفة «ذا ميركوري» شكوى بالترهيب ضد سبو مبيساني، مقاول متصل سياسيًا بقسم الإسكان في تلك المدينة الذي ادعى أنه هدد الصحيفة بسبب تحقيقاتها في نشاطاته. في بورت إليزابيث، دعا رئيس فرع المؤتمر الوطني الإفريقي الحاكم نسيبا فاكو، أنصار الحزب إلى حرق مكاتب الصحيفة المحلية «ديلي ديسباتش» في عام 2011. في عام 2012، تعرض بيت رامبيدي وأدريان باسون، صحفيان في «سيتي بريس» لتهديدات متنوعة وأشكال من الترهيب أثناء تغطية قصة عن فساد يتعلق بجوليوس ماليما. في نفس العام 2012، حرق أنصار المؤتمر الوطني الإفريقي نسخ من صحيفة «سيتي بريس» علنًا في دوربان.

## تهديدات تطال حرية الإبداع
زعم الشاعر مبونغيني خومالو «أن شعره الذي يكتبه دون سقف وحدود جذب انتباه أجهزة الأمن الدولية».
في عام 2012، طالب قادة بارزون في الحزب الحاكم بتدمير لوحة فنية بعنوان «الرمح» وأيدوا علانية تشويه اللوحة.

## حظر الدولة غير الشرعي للمظاهرات
هناك عدة حالات مستقلة موثقة لم تحترم فيها الدولة الحق الدستوري المحمي للتظاهر. وقعت إحدى الحالات الموثقة في دوربان في عام 2006، وحالة أخرى في كيب تاون في عام 2012، مع الإشارة إلى أن حق التظاهر منع تمامًا عن سكان المساكن البسيطة في إيست راند. يشار إلى أن البلديات التي يسيطر عليها المؤتمر الوطني الإفريقي ليست الوحيدة التي تمارس الحظر غير القانوني على حق التظاهر، بل أيضًا البلديات التي يديرها حزب التحالف الديمقراطي المعارض. أشير أيضًا إلى أن التدخلات القضائية الأخيرة تشكل تقييدًا فعليًا لحق التظاهر. يحاج إلى أن هناك زيادة في حظر التظاهر غير القانوني بعد مجزرة ماريكانا عام 2012، وأن الموضوع اتخذ شكل «حالة طوارئ» فعلية.

## قمع الشرطة

### حشد الشرطة
أعيد تجييش الشرطة التي تخلصت من الطابع العسكري بعد نهاية نظام الفصل العنصري. حث بعض السياسيين الشرطة على «إطلاق النار بنية القتل». في رأي بعض المحللين، ساهم هذا في تصاعد القمع. أُعرب عن قلق أيضًا بسبب استخدام فرق الاستجابة التكتيكية لاحتواء الاحتجاجات الشعبية، وبفكرة أن يقوم الجيش بدعم الشرطة في احتواء الاحتجاجات الشعبية.

### مضايقة الشرطة للصحفيين
في عام 2010، اعتقل الصحفي مزيليكازي وافريكا في مكتب صحيفة «سنداي تايمز». أسقطت عنه التهم لاحقًا. تنصت الشرطة بصورة غير قانونية على هاتف وافريكا. في يوليو 2012، استجوبت الشرطة كل من نيك دوس، وسام سول، وستيفانس برومر، صحفيون في صحيفة «ميل أند غارديان» بعد نشر قصة تزعم فسادًا من قبل كبير قادة المؤتمر الوطني الإفريقي ماك ماهاراج.

### مضايقة الشرطة للناشطين
وثقت العديد من حالات القمع ضد حركات المجتمع الشعبي، وأشار النشطاء إلى اعتقالهم بتهم ملفقة واعتداء الشرطة عليهم. مثلًا، أبلغ عن اعتداء الشرطة على أشرف كاسيم من حملة مكافحة الطرد في كيب الغربية عام 2000 أثناء مقاومته للطرد، وأن سبو زيكودي وفيلاني زونغو من أباهالي باسيمجوندولو اعتقلوا واعتدي عليهما أثناء ذهابهما إلى مقابلة إذاعية في عام 2006. في سبتمبر 2010، أطلقت الشرطة الرصاص المطاطي على أربعة سكان من هانجبيرغ في هاوت باي بالقرب من كيب تاون إصابات قريبة على الوجه أدت إلى فقدانهم البصر. في فبراير 2011، قتل اثنان من المحتجين على يد الشرطة وتعرض عدد منهم للتعذيب في إيرميلو. في يناير 2012. أبلغ عن اعتداء على أياندا كوتا في مركز شرطة غراهامستاون. في أغسطس وسبتمبر 2012، تعرض المضربون والنشطاء في ماريكانا لمضايقات مستمرة من الشرطة، نتج عنها عدد كبير من الوفيات. في أكتوبر 2012، أفاد نشطاء في ماكاوز بشرق راند بتلقي تهديدات بالقتل من قبل الشرطة. في ديسمبر 2012، أبلغ عن مضايقة جماعية مستمرة اتسمت بالعنف أحيانًا على يد الشرطة في ويسيلتون بمبومالانجا لمجتمع محلي.

### تعذيب الشرطة للنشطاء
هناك قلق عام حول التعذيب من قبل الشرطة في جنوب أفريقيا، وُصِف هذا الأمر «بالجماعي» وأنه «يتفاقم خارج السيطرة». في عام 1996، عذبت الشرطة كيفن كونين، الرئيس المؤسس لجمعية كوامبونامبي للبيئة. وثقت منظمات مثل حركة «شعب بلا أرض» حالات تعرض فيها النشطاء والمحتجون للتعذيب. قدمت تقارير إعلامية عن تعذيب الشرطة للنشطاء في ويسيلتون بإيرميلو في عام 2011، وفي ماريكانا في عام 2012.

### أناس قتلتهم الشرطة خلال الاحتجاجات
أسوأ حالة من العنف الذي انتهي بالقتل من قبل الشرطة ردًا على الاحتجاجات منذ نهاية عصر الفصل العنصري في جنوب أفريقيا هي إطلاق النار على 34 من عمال المناجم الذين كانوا في إضراب في ماريكانا بالقرب من روستنبورغ، والذي أصبح يُعرف باسم «مجزرة ماريكانا»، خلال إضراب عمال المناجم في 16 أغسطس 2012.